# Liste von Sanatorien in Dresden und Umgebung
Die Liste von Sanatorien in Dresden und Umgebung gibt eine Übersicht über historische Sanatorien und Heilstätten in der sächsischen Landeshauptstadt Dresden sowie im Umland. Die meisten Bauten stehen unter Denkmalschutz, werden aber nicht mehr als Sanatorium genutzt, sondern wurden nach entsprechenden Umbauten anderen Nutzungen (meist Wohnbauten) zugeführt.

## Liste von Sanatorien in Dresden und Umgebung
| Bild           | Bezeichnung                                                              | Lage | Datierung                     | Beschreibung | ID         |
| -------------- | ------------------------------------------------------------------------ | --- | ----------------------------- | --- | ---------- |
| Weitere Bilder | Lahmanns Sanatorium                                                      | Dresden-Weißer Hirsch, Bautzner Landstraße 3a (Karte)                                                    | 1866/67, um 1900              | Ehem. Lahmanns Sanatorium – große ehemalige Kureinrichtung des Arztes Heinrich Lahmann (1860–1905) am Rand der Dresdner Heide, betrieben von 1888 bis 1939, bestehend aus einer Vielzahl unterschiedlicher Gebäude, historisierend (vor allem Neurenaissance und Schweizerstil) oder im Jugendstil, mit zahlreichen Einzeldenkmalen: - Herrenbad/Badehaus (1892, 1898, bez. 1904) (Hermann-Hesse-Straße 2-2b, Einzeldenkmal ID-Nr. 09305873) - Damenbad/Badehaus und Wandelgang (1907), urspr. Fridabad von 1867 bis 1887 (Hermann-Hesse-Straße 22-24c, Einzeldenkmal ID-Nr. 09305874) - Doktorhaus (1866-1867) (Hermann-Hesse-Straße 20) - Hirschhaus (1866-1867) (Hermann-Hesse-Straße 26) - Heinrichshof (bez. 1896) (Stechgrundstraße 1, Einzeldenkmal ID-Nr. 09211649) - Haupthaus (1892) (Bautzner Landstraße 5) - Wandelgang an der Bautzner Landstraße (1912), Eingangshalle (um 1910), Gesellschaftshaus, alter Speisesaal (1904) und neuer Speisesaal (1907) (Bautzner Landstraße 3a, Einzeldenkmal ID-Nr. 09211651) Die gesamte Anlage ist bau- und ortsgeschichtlich sowie künstlerisch bedeutend, zudem singulär. | 09303837   |
| Weitere Bilder | Möllers Sanatorium                                                       | Dresden-Loschwitz, Alpenstraße 1 (Karte)                                                                 | 1903–1904                     | Ehem. Sanatorium Dr. Siegfried Möller (1871–1943), betrieben von 1907 bis 1940; der Sanatoriumsbau vom Anfang des 20. Jahrhunderts gehörte zu den bedeutenden Kureinrichtungen am Elbhang von Dresden und ist von bau- und ortsgeschichtlicher Bedeutung. Das Erscheinungsbild des Sanatoriums ist durch eine bewegte Fassadengestaltung geprägt, neben Formelementen des Historismus sind auch Stilmerkmale der Reformarchitektur zu finden. Architekt: Friedrich Wilhelm Hertzsch (1875–1944). | 09211222   |
| Weitere Bilder | Möllers erstes Sanatorium                                                | Dresden-Loschwitz, Malerstraße 1 (Karte)                                                                 | 1902–1903                     | Ehem. erstes Sanatorium Dr. Siegfried Möller, der zuvor mehrjährig als Schiffsarzt tätig gewesen war und sich auf physikalische diätetische Therapie spezialisiert hatte. Ab 1904 als kleines Sanatorium betrieben. Das im Jugendstil mit ausschwingenden Fachwerkformen errichtete Gebäude besitzt noch Elemente des Historismus. Gegenwärtig als Wohnhaus genutzt. | 09211234   |
| Weitere Bilder | Weidners Sanatorium                                                      | Dresden-Loschwitz, Franziska-Tiburtius-Straße 6; 8; 8a; 8b; 8c; 8d; 10; 10a; 10b und Malerstraße (Karte) | 1914–1916                     | Ehem. Weidners Sanatorium, gegründet 1916 von Dr. Eugen Weidner (1861–1926), mit zahlreichen Einzeldenkmalen: - Haupthaus (Haus 2) mit angebautem Frühstückshaus (Franziska-Tiburtius-Straße 8–8c) - Kurmittelhaus, auch Badhaus (Haus 3, Franziska-Tiburtius-Straße 6) - großes Bettenhaus, auch Logierhaus oder Südhaus (Haus 1, Franziska-Tiburtius-Straße 10–10b) - Chefarzthaus (Malerstraße 32, Einzeldenkmal ID-Nr. 09211484) - Haus 6 (Malerstraße 31, Einzeldenkmal ID-Nr. 09304411) - Wohnhaus der Familie Weidner (Haus 8, Malerstraße 34, Einzeldenkmal ID-Nr. 09211891) - überdachte Wandelgänge an der Malerstraße, Liegehallen und Kurpark eine der bemerkenswertesten historischen Sanatoriumsanlagen im Elbraum zwischen Coswig und Dresden, baugeschichtlich und ortsgeschichtlich bedeutend. | 09304410   |
| Weitere Bilder | Sanatorium Dr. Steinkühler                                               | Dresden-Weißer Hirsch, Küntzelmannstraße 7 (Karte)                                                       | 1896                          | Ehem. Sanatorium Dr. Max Steinkühler, betrieben von 1914 bis 1940, in der Villa Bismarck; malerischer Villenbau im Schweizerstil mit verbrettertem Giebel, Zierfachwerk und Fassadenmalerei, baugeschichtlich und als Teil des Villenstadtteils Weißer Hirsch stadtentwicklungsgeschichtlich von Belang. | 09211691   |
|                | Sanatorium Dr. Wällnitz                                                  | Dresden-Weißer Hirsch, Lahmannring 18 (Karte)                                                            |                               | Ehem. Villa Lichtenberg in Dresden-Weißer Hirsch, Lahmannring 18 (urspr. Rißweg 43); ab 1905 Sanatorium für Lichtheilverfahren Dr. med. Hans Wällnitz. |            |
| Weitere Bilder | Sanatorium Deutsche Heilstätte für Invaliden und Kranke                  | Dresden-Loschwitz, Wunderlichstraße 16; 17 (Karte)                                                       | 1872/1894                     | Ehem. Sanatorium – Deutsche Heilstätte für Invaliden und Kranke, Heim für Ruhe- und Erholungsbedürftige, gegründet 1872 von Marie Simon (1824–1877), im Ersten Weltkrieg als Lazarett genutzt, bestehend aus dem ehemaligen Winzerhaus von 1776 (Nr. 17) und dem nördlich davon gelegenem, Neuen Haus von 1894 (Nr. 16) (Einzeldenkmal ID-Nr. 09211143) sowie einem jüngeren Anbau des Weinberghauses (Nr. 17); Einzeldenkmale baugeschichtlich bedeutend, gesamtes Anwesen als historische Heilstätte und Rehabilitationsstätte zudem ortsgeschichtlich und sozialgeschichtlich bedeutend. | 09303513   |
| Weitere Bilder | Teuschers Sanatorium – Schweizerhaus                                     | Dresden-Loschwitz, Chopinstraße 2-8 (Karte)                                                              | 1897–1898                     | Ehem. Sanatorium in Loschwitz, Chopinstr. 2-8, gegründet 1897/98 von den Ärzten Dr. Heinrich Teuscher (1862–1946) und Dr. Paul Teuscher (1864–1927). Es diente als Kuranstalt für Nervenleiden, Magen- und Darmkrankheiten, Herzleiden und Stoffwechselkrankheiten. Nach der Fertigstellung bestand die Anlage der Kuranstalt aus einer Turmvilla, einem Kurhaus mit Badehaus, einer Waldvilla, dem Schweizerhaus und einer Arztvilla. Damit war sie ähnlich repräsentativ wie das Lahmannsche Sanatorium. Teuschers Sanatorium zog viele Patienten, darunter auch Ausländer an. Heute hat sich von den genannten Gebäuden, neben den Wohnhäusern der beiden Ärzte (Chopinstraße 7 und 10) und dem sogenannten Heidehaus (Bautzner Landstraße 72), nur das Schweizerhaus (Chopinstraße 8) erhalten. Das ehem. Sanatoriumsgebäude, mit Galerien und Zierfachwerk versehen, wird heute als Wohnhaus genutzt, baugeschichtlich und ortsgeschichtlich von Bedeutung. Auch als Aufenthaltsort von Oskar Kokoschka, Walter Hasenclever und Heinrich George als Patienten von Bedeutung.                                              | 09211480   |
| Weitere Bilder | Kraegers Sanatorium                                                      | Dresden-Loschwitz, Preußstraße 10; 10a (Karte)                                                           | 1912 (Villa) 1938/39 (Garten) | Ehem. Sanatorium Dr. Friedrich Kraeger, später Villa Am Sonnenhang bzw. Paulus-Villa mit Terrassengarten (1938–1939); charakteristischer Bau der Reformarchitektur Anfang des 20. Jahrhunderts mit markanter, aber schlichter Kubatur, Gartenanlage einzigartig, Anwesen baugeschichtlich und personengeschichtlich bedeutend sowie in Teilen singulär. Ab 1913 befand sich hier das Sanatorium von Dr. Friedrich Kraeger. | 09217791   |
| Weitere Bilder | Waldpark-Sanatorium                                                      | Dresden-Blasewitz, Prellerstr. 16 (Karte)                                                                | 1893                          | Um 1875 errichtet als Hotel, ab 1893 Sanatorium der Deutschen Reichsbahn, ab 1896 Waldpark-Sanatorium (Bes. Dr. med. Fischer), ab 1900 Hessing's Orthopädische Anstalt, ab 1922 Waldpark-Krankenanstalt der Heilstätten-Gesellschaft für sächsische Betriebskrankenkassen, nach 1945 Hotel. | 09212788   |
| Weitere Bilder | Sanatorium Bühlau, Kaiser-Barbarossa-Bad, später Schrecksches Sanatorium | Dresden-Bühlau, Bachmannstraße 1 und 2 sowie Bautzner Landstraße 108 (Karte)                             | um 1910                       | Ehem. Sanatorium Bühlau von 1904 bis 1911 unter Direktor Paul Oswald Bachmann (1871–1923), danach unter dem Ärztekonsortium Lohse-Schauer-Hilgenberg als Sanatorium Dr. Josef Schreck (insbes. für Magen-Darm- und Stoffwechselerkrankungen) Kurbetrieb bis 1928, bestehend aus dem Turmvilla (Nr. 1) und dem Kurmittelhaus (Nr. 2) sowie Bautzner Landstr. 108 | 09211082   |
|                | Kuranstalt Dr. Klencke                                                   | Dresden-Wachwitz, Wachwitzer Bergstraße 5-7 (Karte)                                                      | 1897–1904                     | Ehem. „Klenckescher Kurberg“ mit Kurhaus und Speisesaal sowie Kneippkuren auf dem „Plantagengut“ am heutigen Barfußweg unter der Leitung von Julius Hermann Klencke († 1904) | DS kein DS |
| Weitere Bilder | Nachtsanatorium                                                          | Dresden-Weißer Hirsch, Heinrich-Cotta-Straße 12 (Karte)                                                  | 1953/54                       | Ehem. Sanatorium der SDAG Wismut, seit 1963 zum Stadtkrankenhaus Dresden gehörend, jetzt Klinikum Weißer Hirsch | DS kein DS |
|                | Lesovskys Sanatorium                                                     | Dresden-Langebrück, Radeberger Straße 2 (Karte)                                                          | 1897                          | Ehem. Sanatorium zur Behandlung von Herz-, Nerven- und Stoffwechselerkrankungen Dr. med. Lesovsky | 09284707   |
| Weitere Bilder | Bilz-Sanatorium                                                          | Radebeul-Oberlößnitz, Eduard-Bilz-Straße 53-57 (Karte)                                                   | 1893–1895                     | Ehem. Sanatorium von Eduard Bilz, betrieben von 1892 bis 1941, jetzt eine Wohnanlage, bestehend aus - Kurhaus I in Radebeul-Oberlößnitz, Eduard-Bilz-Str. 53 - Kurhaus II (Schloss Lössnitz) in Radebeul-Oberlößnitz, Eduard-Bilz-Str. 55a - Kurhaus III in Radebeul-Oberlößnitz, Eduard-Bilz-Str. 57 - Kurhaus IV (Haus Bilz) in Radebeul-Oberlößnitz, Augustusweg 110 (Einzeldenkmal ID-Nr. 08950125) Privatkrankenheilanstalt, aufwendig gestaltete Gebäude der Gründerzeit zum Teil mit galerienartigen Holzbalkons, im Inneren reiche Stuckausstattung, personengeschichtlich, ortsgeschichtlich und baugeschichtlich von Bedeutung, | 09305655   |
| Weitere Bilder | Sanatorium Dr. Greif                                                     | Radebeul-Serkowitz, Dr.-Schmincke-Allee 18 und 20 (Karte)                                                | um 1890                       | Ehem. Physikalisch-diätetisches Sanatorium für Herz-, Nerven-, Stoffwechsel-, Alkoholkranke und Erholungsbedürftige Dr. Greif in der Villa Lotti und Villa Minni | DS kein DS |
| Weitere Bilder | Dr. Kadner’s Sanatorium                                                  | Radebeul-Niederlößnitz, Borstraße 9 und Schweizerstraße 3 (Karte)                                        | 1880–1883                     | Ehem. Sanatorium Dr. Kadner ab 1883, seit 1892 mit dem Erweiterungsbau Kurgebäude Dr. Kadner’s Sanatorium in Radebeul-Niederlößnitz, Schweizerstraße 3; seit 1899 (im Besitz von Gustav Rudolf Johann Oeder) als Dr. Oeders Diätkuranstalt (Diätkuranstalt Niederlössnitz) bis 1925 weitergeführt, ab 1962 Zentralschule bzw. Herder-Institut, jetzt Seniorenresidenz Herderpark | 08950462   |
| Weitere Bilder | Naturheilanstalt „Schloss Niederlössnitz“                                | Radebeul-Niederlößnitz, Obere Bergstraße 3 (Karte)                                                       | 1845, 1876                    | Ehemaliges Kurhaus, sowie Wasserbecken und Treppenanlage im Garten; eine Zeit lang kirchliche Ausbildungsstätte, heute Seniorenheim, auf einem früheren großen Weinberggrundstück, Dreiflügelanlage mit Turm, dessen Abschluss als Zinnenkranz | 08950319   |
| Weitere Bilder | Sanatorium „Heilstätte Coswig“                                           | Coswig, Am Spitzberg 18, 20 (Karte)                                                                      | 1912–1913                     | Ehem. Sanatorium im Schloss Coswig: Villa mit Anbau (Sanatoriumsgebäude), Nebengebäude und rückwärtige Parkanlage, ab 1926 Lungenheilstätte der Landesversicherungsanstalt Sachsen | 09303433   |
| Weitere Bilder | Nöhrings Sanatorium                                                      | Coswig, Am Ameisenhügel 4 (Karte)                                                                        | um 1900                       | Ehem. Sanatorium für Lungenkranke Dr. med. Nöhring in Neu-Coswig im Hangbereich der Weinberge zwischen Coswig und Radebeul, danach Tuberkuloseheilstätte, später Fachkrankenhaus (Bruno-Siegel-Heim), heute Wohnanlage | 09267573   |
| Weitere Bilder | Heilstätte Lindenhof                                                     | Coswig, Neucoswiger Straße 21 bzw. Steinstraße 1 (Karte)                                                 | 1890–1896                     | Ehem. Sanatorium Heilstätte Lindenhof, von 1892 bis 1919, seit 1920 Heilanstalt für Tuberkuloseerkrankte, heute Fachkrankenhaus Coswig für Lungenerkrankungen: Zentraler Baukörper aus vier pavillonartig angeordneten Gebäuden (Gesellschaftshaus, Vorderes Damenhaus, Vorderes Herrenhaus und Wirtschaftsgebäude), Klinikhauptgebäude, kleineres Sanatoriumsgebäude (sogenanntes Parkhaus, heute Gebäude 3), Sanatoriumsgebäude (Hinteres Herrenhaus, heute Gebäude 4), Tischlerei und Desinfektion, Wirtschafts- und Verwaltungsgebäude (Anschrift Steinstraße 1) sowie Park | 09303458   |
| Weitere Bilder | Sanatorium Villa „Sanitas“                                               | Tharandt, Schillerstraße 5 (Karte)                                                                       | 1896–1898                     | Ehem. Sanatorium Dr. med. Johannes Haupt (von 1884 bis 1928) im Kurhaus „Sanitas“ mit Sanatoriumsgarten, Blockhütte und Grotte, seit 1928 Rathaus | 09301308   |
| Weitere Bilder | Bartels Sanatorium                                                       | Kreischa, DresdnerStr.12 (Karte)                                                                         | um 1880                       | Ehem. Sanatorium Dr. med. Friedrich Bartels (von 1895 bis 1922) im Kurhaus Kreischa, ab 1922 Rehabilitationseinrichtung der Angestellten-Versicherung, jetzt Klinik Bavaria | 09278826   |